# 赤碕中山インターチェンジ
赤碕中山インターチェンジ（あかさきなかやまインターチェンジ）は、鳥取県西伯郡大山町にある山陰自動車道のインターチェンジである。東伯・中山道路と中山・名和道路の境界点である。

## 歴史
- 2010年（平成22年）10月13日 : IC名称を赤碕中山ICで正式決定[1]。
- 2011年（平成23年）2月27日 : 大栄東伯IC - 当IC間開通に伴い供用開始。
- 2013年（平成25年）12月21日 : 当IC - 名和IC間開通 [2]。

## 道路
- E9 山陰自動車道（12番）

## 接続する道路
- 鳥取県道228号赤碕中山インター線
- 鳥取県道329号淀江琴浦線

## 周辺
- JR中山口駅

## 隣
E9 山陰自動車道
(11) 琴浦船上山IC - (12) 赤碕中山IC - (12-1) 中山IC - (13) 名和IC